# Giovanni Mauricio Paz Hurtado
Giovanni Mauricio Paz Hurtado (ur. 30 listopada 1962 w Cotacachi) – ekwadorski duchowny katolicki, biskup Latacungi od 2017.

## Życiorys

### Prezbiterat
Święcenia kapłańskie otrzymał 29 czerwca 1988 i został inkardynowany do diecezji Ibarra. Pracował głównie jako duszpasterz parafialny. W latach 1997–2006 był misjonarzem w kubańskiej diecezji Cienfuegos. W 2012 mianowany wikariuszem generalnym Ibarry.

### Episkopat
30 listopada 2016 papież Franciszek mianował go biskupem ordynariuszem diecezji Latacunga. Sakry udzielił mu 20 stycznia 2017 nuncjusz apostolski w Ekwadorze - arcybiskup Giacomo Guido Ottonello.